# Ananas

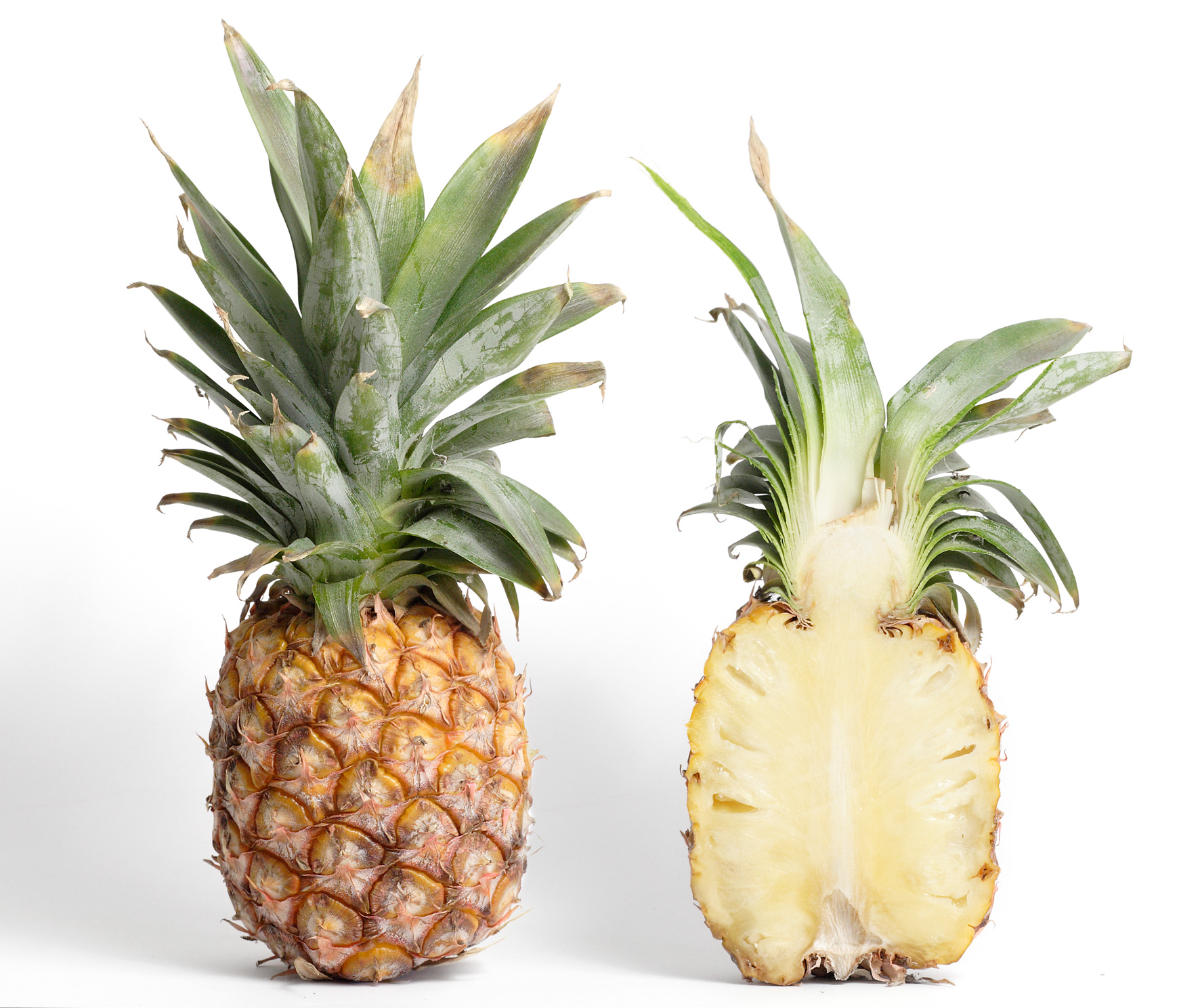
Ananas, plod ananasovníku chocholatého

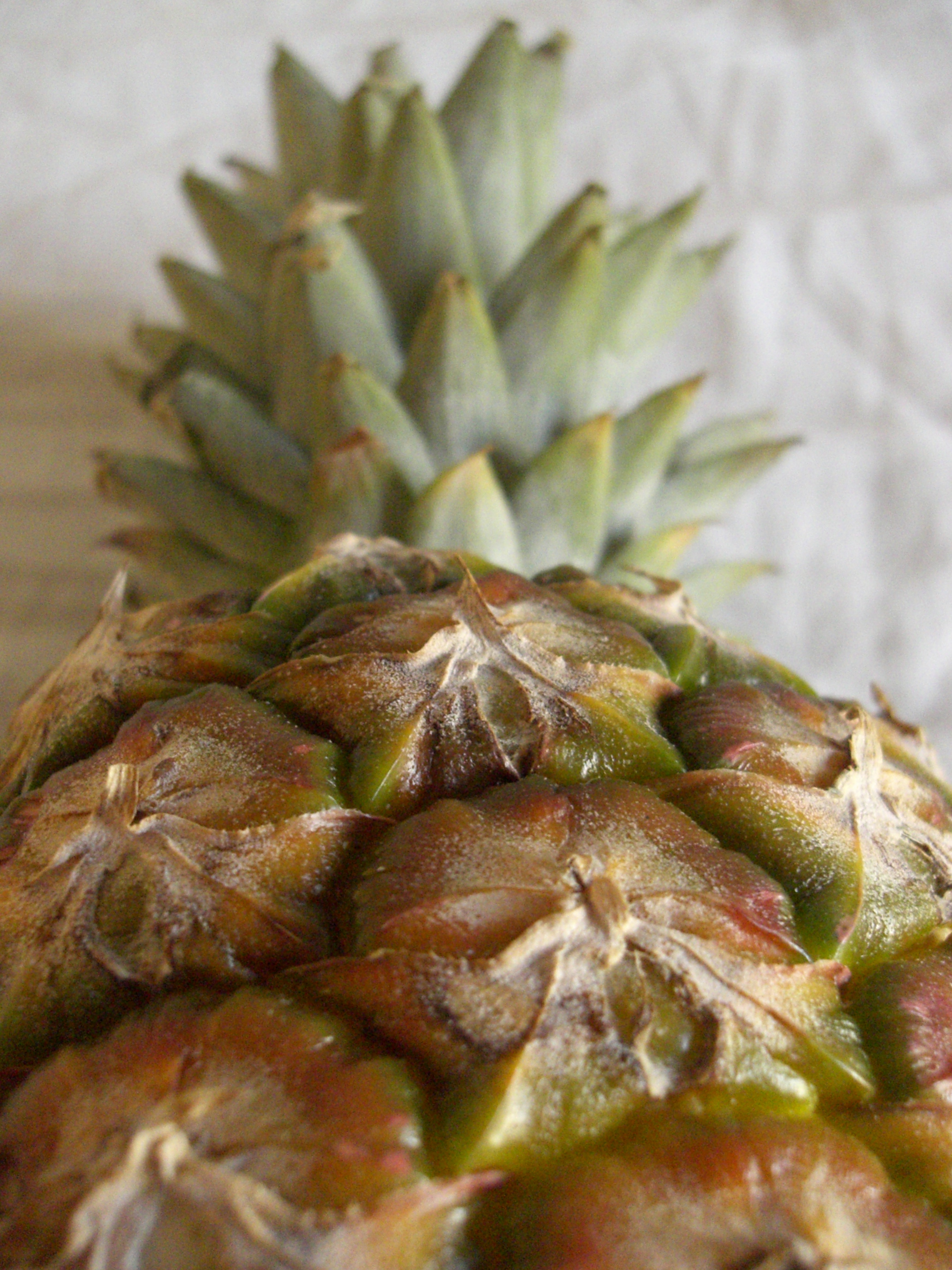
Detail povrchu ananasu

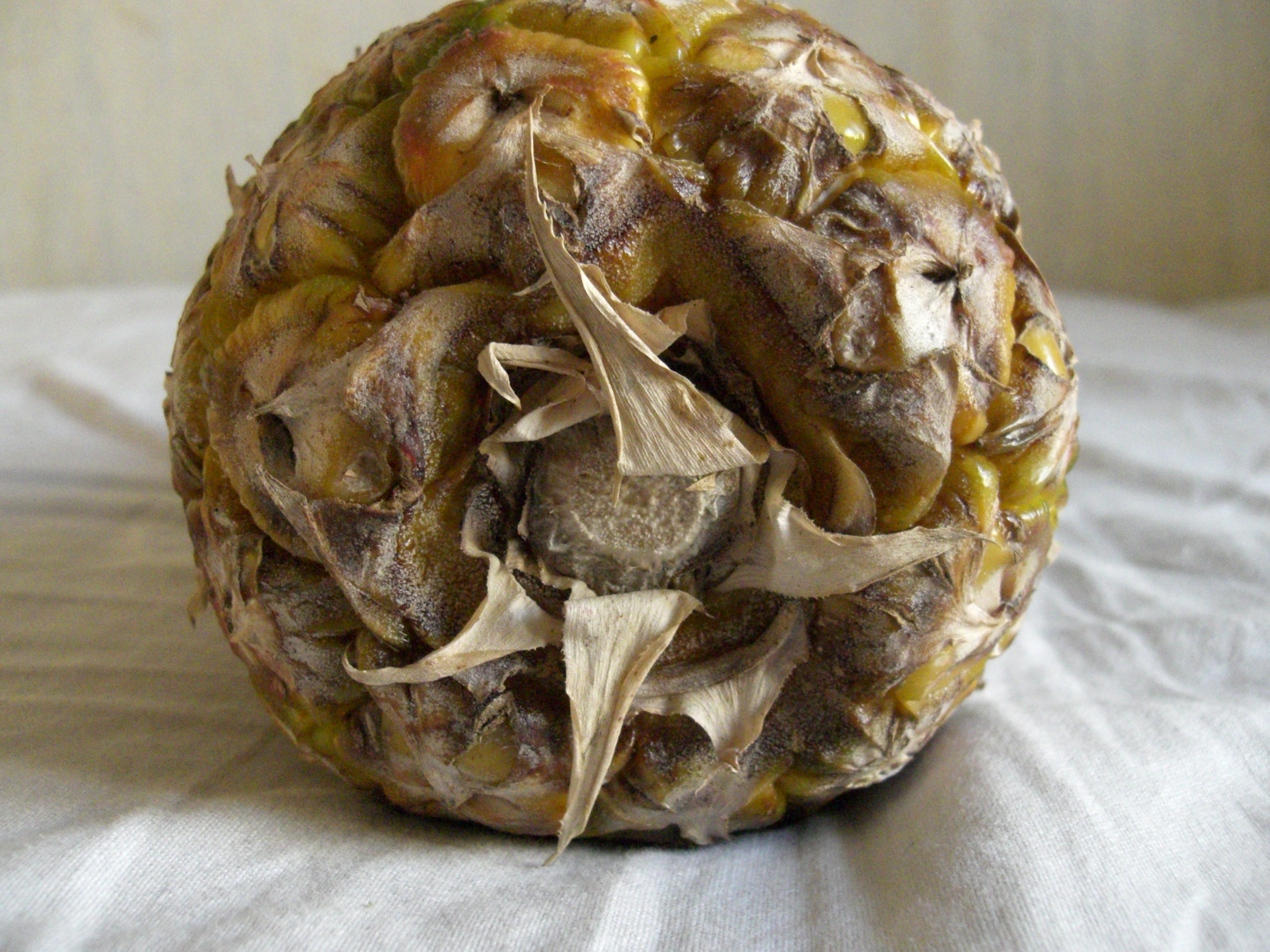
Detail spodní části ananasu

Ananas (podle portugalského ananás, potažmo původního slova jihoamerických indiánů anana) je tropické ovoce, plodenství ananasovníku chocholatého z čeledi bromeliovité. Ananas je pěstován v řadě tropických a teplejších subtropických zemí, přibližně mezi 25° severní a 25° jižní šířky. V současnosti jsou nejen na českém trhu k dostání ananasy označované jako ’Extra Sweet’, tento kultivar byl pod názvem Del Monte vyšlechtěn na Havaji.
Plodenství ananasu vzniká splynutím sousedních bobulí, vyvíjejících se ze semeníků jednotlivých květů, nahloučených kolem osy květenství, která tvoří zdřevnatělé vřeteno ananasu. Je pokryt tuhou kožovitou voskovitou kůrou, vytvářející typickou šestiúhelníkovou strukturu jeho povrchu. Na jedné rostlině se vytváří pouze jediné plodenství, po jehož dozrání rostlina obvykle hyne.

## Pěstování
Ananasovníky se pěstují obvykle na plantážích se záhony se dvěma řádky vzdálenými od sebe asi 50 cm a se sponem mezi rostlinami asi 30 cm. Mezi záhony jsou uličky o šířce 50–120 cm. Tím je dosahováno počtu 37 až 44 tisíc rostlin na hektar.
Rostliny se množí buď zakořeňováním odříznutých korun z vršku plodů, nebo z odnoží, vyrůstajících z úžlabí mezi spodními listy, či ponecháním spodních částí rostlin po oddělení plodů během sklizně.
Pro pěstování je vhodná lehká písčitá půda s mírně kyselou reakcí (pH 4,5–6,5). I když rostliny snášejí periodická období sucha, plantáže se zavlažují, aby bylo dosaženo maximální sklizně. Sklízí se 15–18 měsíců od vysazení sazenic resp. asi 6  měsíců od umělé iniciace kvetení, které bývá provokováno aplikací fytohormonů (např. kyseliny2-chlorethylfostorečné, nebo kyseliny 1-naftyloctové, či karbidu vápenatého, nebo β-hydroxyethylhydrazinu). Plantáže se též chemicky ošetřují postřikem proti různým parazitům, především hlísticím. V případě, že se další generace rostlin pěstuje z pozůstatku starých exemplářů, dosahuje se další sklizně již za přibližně 12 měsíců.
Sklizeň se provádí v okamžiku, kdy plody začínají žloutnout. Ananasy určené k přímé konzumaci se sklízí dříve; pokud mají být zpracovány na kompoty a šťávu, nechávají se více dozrát. Plody se odlamují nebo odřezávají od spodní části stonku a mytím se zbavují nečistot. Plody určené k distribuci se voskují, přičemž použitý vosk obsahuje fungicidy, zabraňující jejich plesnivění a hnití. Za těchto okolností mohou být skladovány až 4 týdny při teplotách 7–15 °C; při nižších teplotách, nebo při zmražení dostávají ananasy nepříjemnou chuť.
Plody určené k přímému zpracování se zbavují svazku listů na jejich vrcholu (tzv. koruny), která může být použita k pěstování další generace rostlin. Poté se loupají, zbavují se centrálního stonku a řežou na plátky, které se kompotují; poškozené plátky se rozdělují na kostičky, z nichž se připravuje méně hodnotný kompot. Odpadlé drobné části spolu se slupkou a vnitřními stonky, stejně jako příliš přezrálé exempláře, se lisováním zbavují šťávy, určené k přípravě ananasového džusu nebo nektaru. Vylisované zbytky, tzv. ananasové otruby, se používají jako krmivo pro domácí zvířectvo.

### Světová produkce
V roce 2004 bylo podle organizace FAO v 82 zemích produkujících ananasy vypěstováno přibližně 15,3 mil. tun tohoto ovoce. K datu 1. ledna 2012 byly největšími producenty ananasu USA (12 %), Thajsko (11 %), Filipíny (11 %), Brazílie (10 %), Čína (10 %), Indie (9 %), Nigérie (6 %), Kostarika (5 %), Mexiko (5 %), Keňa (4 %) a Indonésie (3 %).

## Nutriční hodnota

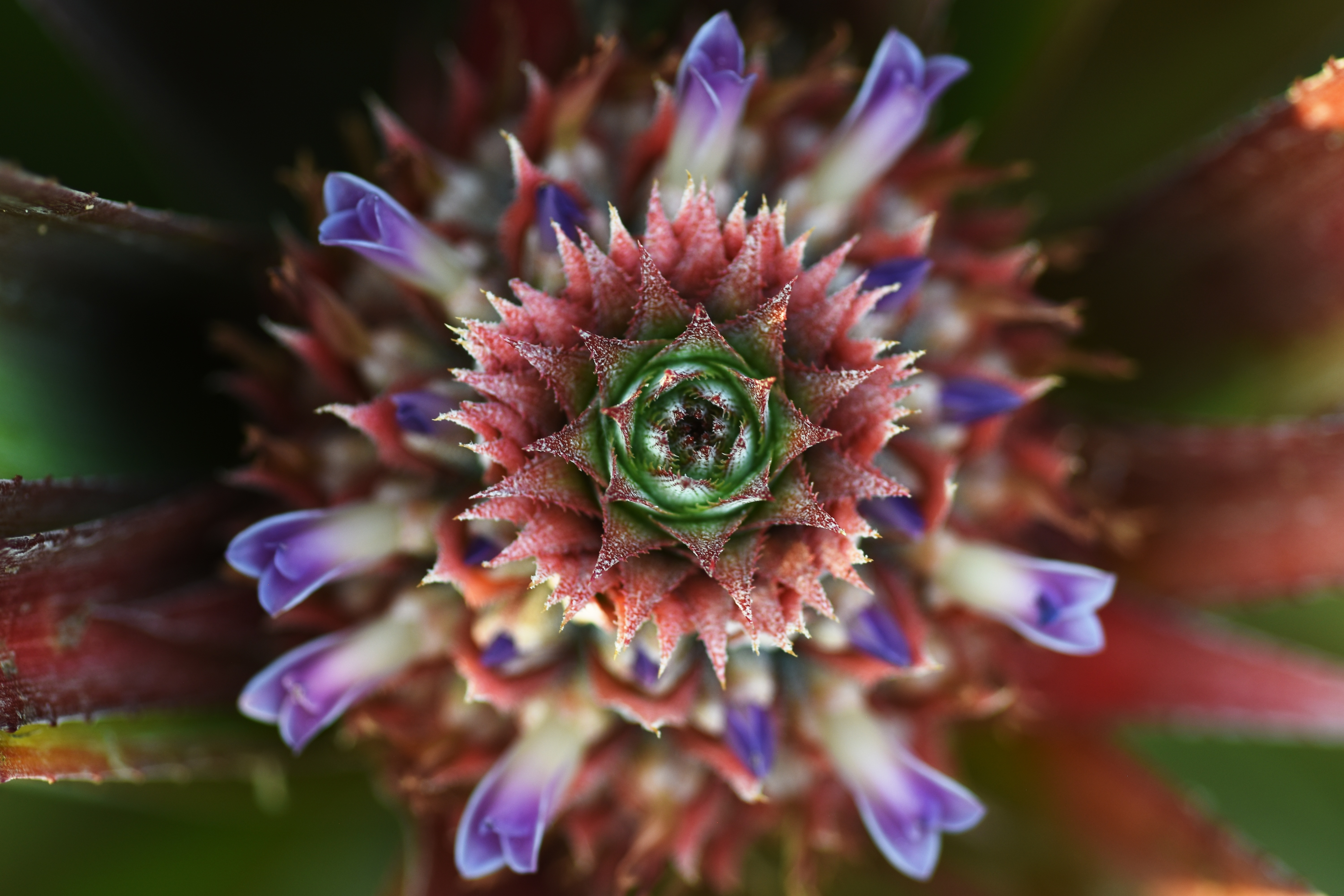
Detail květu ananasu

Jedlá část ananasu obsahuje průměrně 86 % vody, 10 % sacharidů, 1,2 % vlákniny, 0,3 % bílkovin a 0,1 % tuků. Energetická hodnota činí přibližně 200 kJ/100 g syrové dužniny.
Ananas obsahuje i menší množství vitaminů a to A (1,6 % doporučené denní dávky ve 100 g), thiaminu (B1) (3,6 % DDD/100 g), riboflavinu (B2) (1,2 % DDD/100 g), niacinu (1,1 % DDD/100 g) a vitaminu C (20 % DDD/100 g). Kromě toho je zdrojem i některých minerálních látek, např. vápníku (2 % DDD/100 g), železa (5 % DDD/100 g), fosforu (1 % DDD/100 g) a draslíku (3 % DDD/100 g). Dále obsahuje enzym bromelin, který odbourává bílkoviny a napomáhá tedy trávení.

## Léčivé účinky ananasu
- ulevuje slinivce břišní
- odvodňuje, odbourává otoky
- pomáhá při střevních poruchách a průjmech
- pomáhá při slunečním úžehu
- odstraňuje pigmentové, tzv. stařecké skvrny
- napomáhá rozpouštět krevní sraženiny, je tedy vhodný pro osoby náchylné na trombózy a infarkty

## Nežádoucí účinky
Ananasová šťáva (a další látky obsažené ve slupce) mohou u citlivějších osob vyvolat podráždění pokožky; před šťávou z čerstvého ananasu je třeba chránit oční sliznici (šťáva obsahuje kyselinu glykolovou, která má slabě leptavé účinky), a proto je vhodné, zejména pro děti, ananas předem opatrně pokrájet (nerezovým nožem) na menší kousky.

## Průměrný obsah látek a minerálů
Tabulka udává dlouhodobě průměrný obsah živin, prvků, vitamínů a dalších nutričních parametrů zjištěných v syrovém ananasu.
| Složka          | Jednotka | Průměrný obsah | Prvek (mg/100 g) | Průměrný obsah | Složka (mg/100g) | Průměrný obsah |
| --------------- | -------- | -------------- | ---------------- | -------------- | ---------------- | -------------- |
| voda            | g/100 g  | 86,5           | Na               | 2              | vitamin C        | 12             |
| bílkoviny       | g/100 g  | 0,4            | K                | 160            | vitamin D        | 0              |
| tuky            | g/100 g  | 0,2            | Ca               | 18             | vitamin E        | 0,10           |
| cukry           | g/100 g  | 10,1           | Mg               | 16             | vitamin B6       | 0,09           |
| celkový dusík   | g/100 g  | 0,06           | P                | 10             | vitamin B12      | 0              |
| vláknina        | g/100 g  | 1,2            | Fe               | 0,2            | karoten          | 0,018          |
| mastné kyseliny | g/100 g  | 0,2            | Cu               | 0,11           | thiamin          | 0,08           |
| cholesterol     | g/100 g  | 0              | Zn               | 0,1            | riboflavin       | 0,03           |
| energie         | kJ/100 g | 176            | Mn               | 0,5            | niacin           | 0,3            |

## Normy
Pro ananas platí v ČR norma ČSN 46 3064 vymezující znaky jakosti pro toto cizokrajné ovoce. Ze znaků jakosti je důležité to, že zbytek stonku nesmí přesáhnout 2 cm. Ananas je dle normy zařazen do dvou jakostních tříd: I. jakost a II. jakost. Tříděn je podle hmotnosti a to od 700 g. Norma též vymezuje označení obalového materiálu. To musí být čitelné a nesmazatelné a musí obsahovat údaji o balírně nebo odesílateli, dále druh výrobku (ananas), původ výrobku (zemi, region), obchodní údaje (třída jakosti, skupina velikosti, počet plodů) a úřední kontrolní značku, která ovšem není povinná.

### Související normy a právní předpisy
- ČSN 46 3000 Ovoce čerstvé. Zelenina čerstvá. Společná ustanovení ovoce a zeleniny. - Tato norma byla zrušena bez náhrady, Ananasu se od 06/2003 týká norma ČSN 46 3064
- Zákon č. 110/1997 Sb., o potravinách a tabákových výrobcích a o změně a doplnění některých souvisejících zákonů, ve znění pozdějších předpisů